# 氷上姉子神社

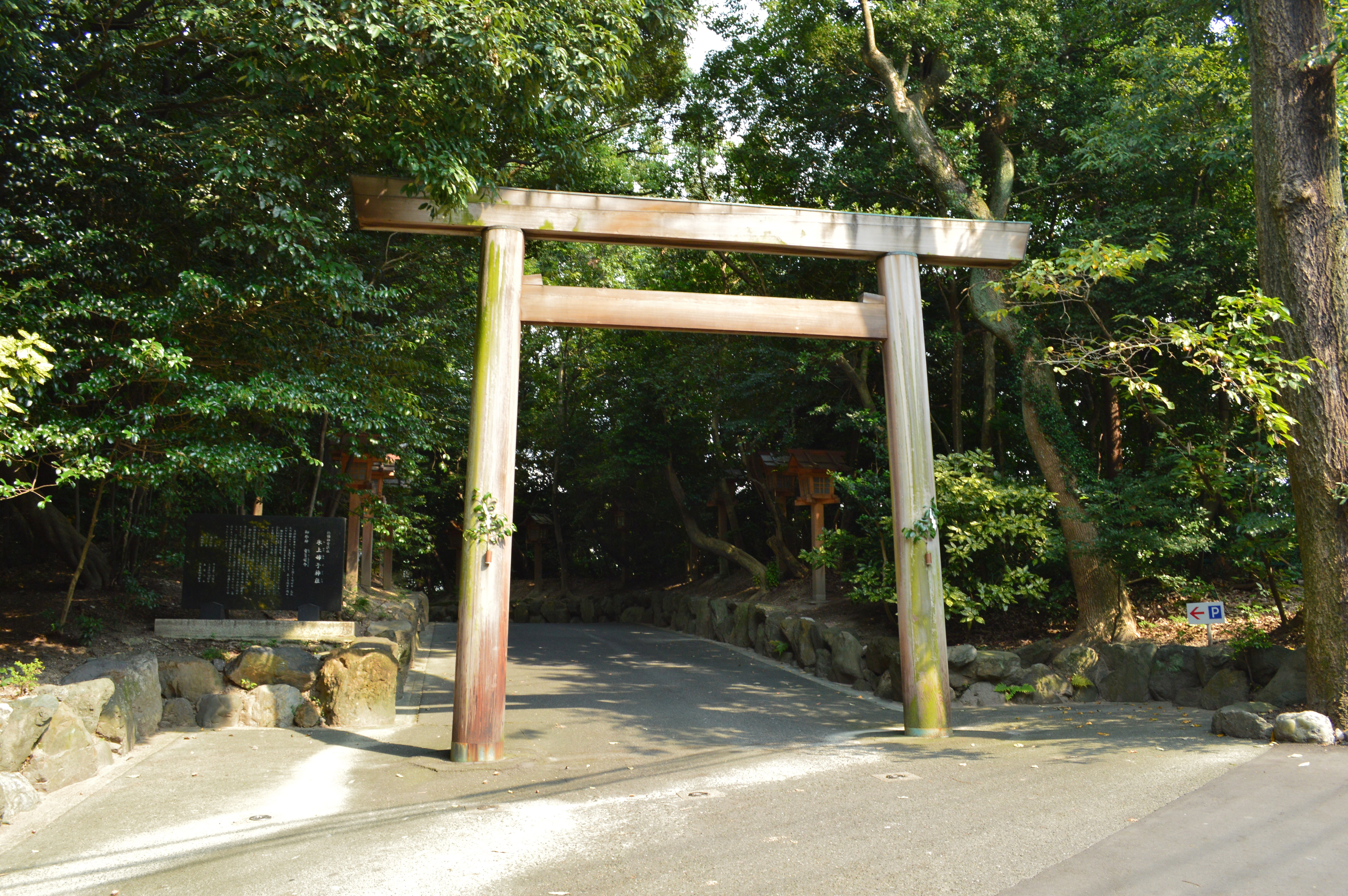
鳥居

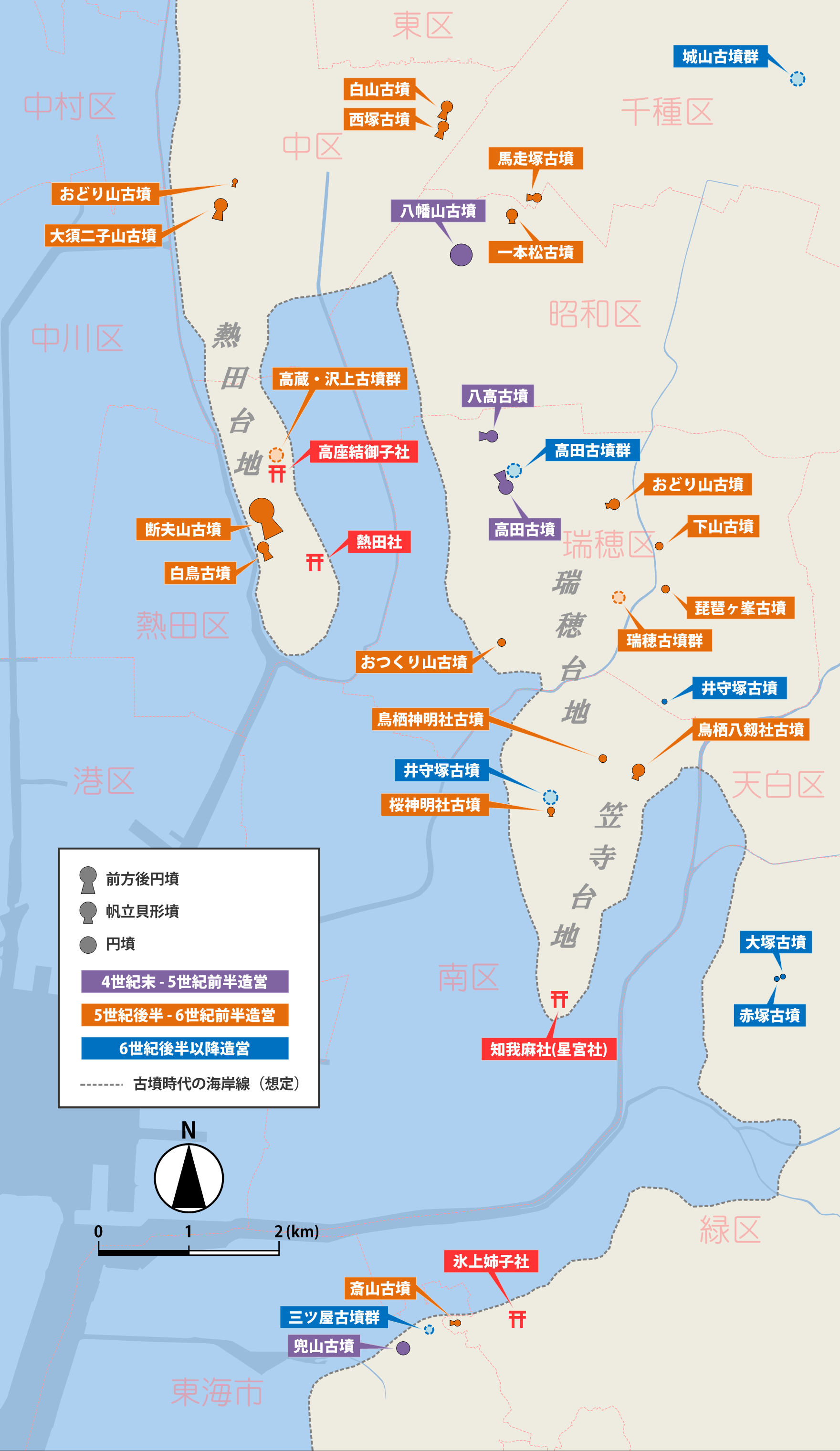
古墳時代の熱田周辺中央に年魚市潟（愛智潟）、その北縁に熱田社と断夫山古墳（尾張氏中心勢力）、東縁に知我麻社（現在の星宮社の位置）、南縁に氷上姉子社。

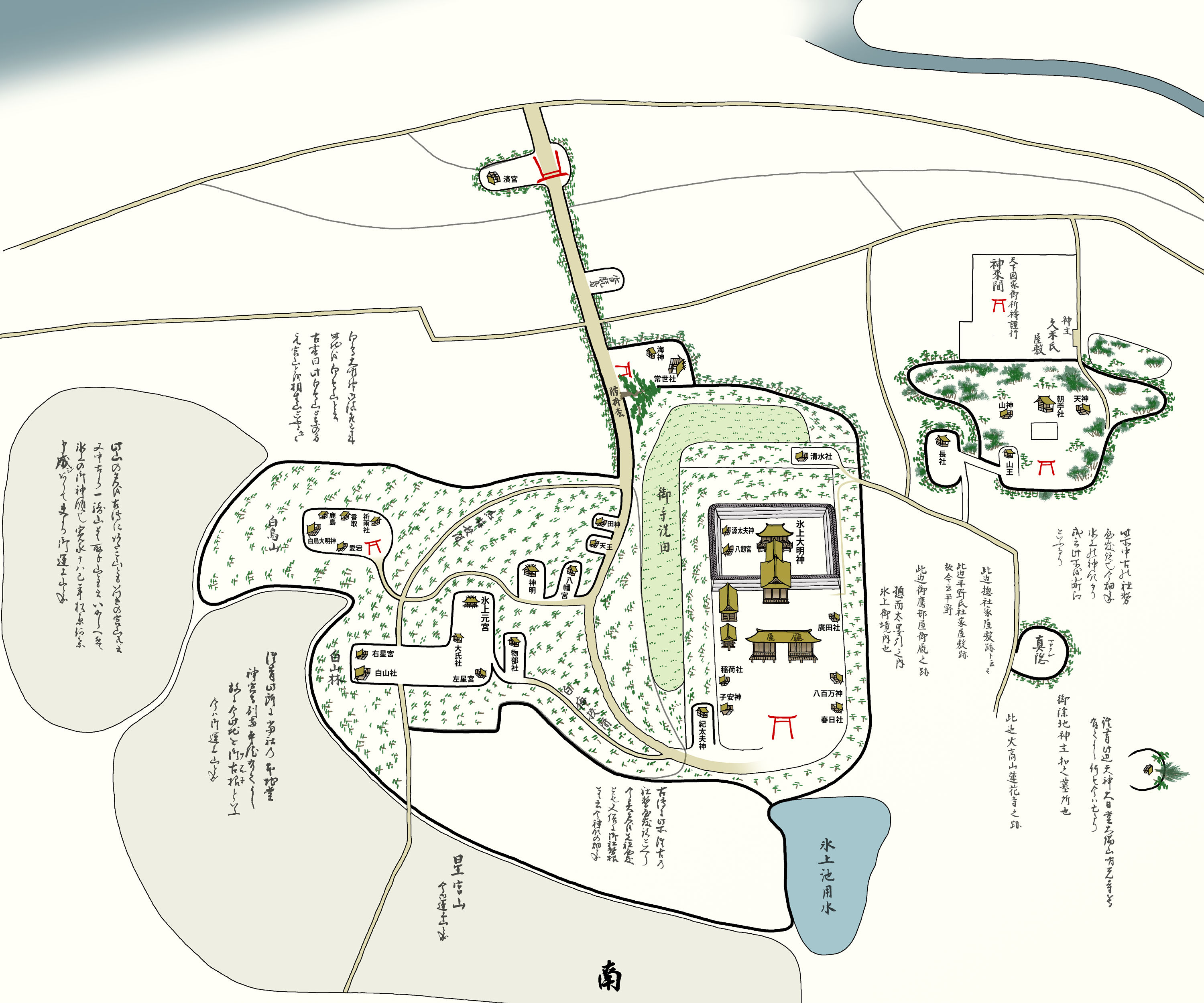
近世頃の境内
（『氷上山之図』の複製）

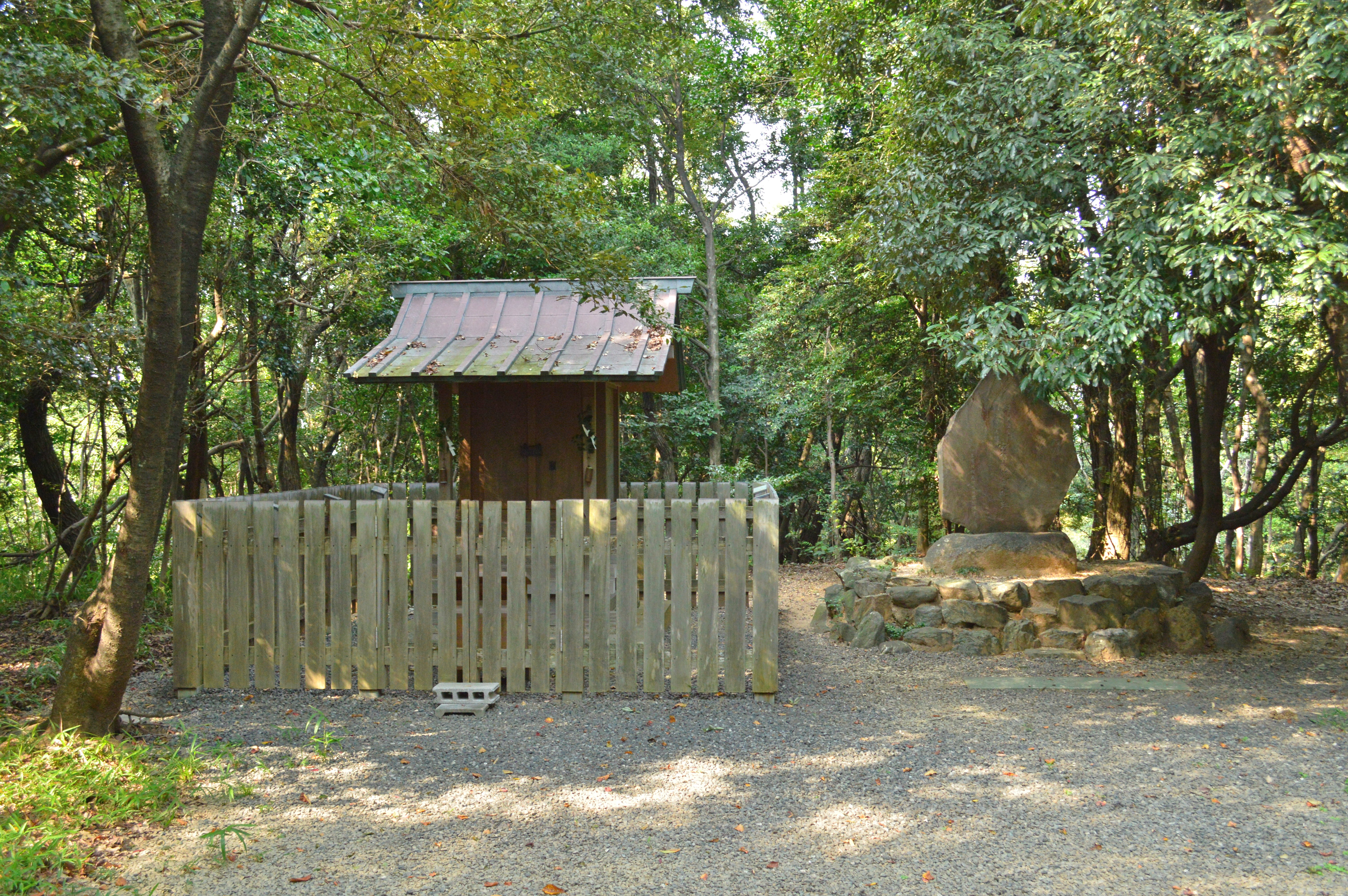
元宮（左）と宮簀媛命宅阯碑（右）

氷上姉子神社（ひかみあねごじんじゃ）は、愛知県名古屋市緑区大高町字火上山にある神社。『延喜式神名帳』の尾張国愛智郡「火上姉子神社」に比定される式内社。熱田神宮の境外摂社。
「火上山」と称される丘陵上に鎮座し、熱田神宮の創祀以前に草薙剣（三種の神器の1つ）が奉斎された地といわれる。

## 祭神
祭神は次の1柱。
宮簀媛命（みやすひめのみこと/みやずひめのみこと）
『日本書紀』では「宮簀媛」の表記で尾張氏の女（むすめ）、『古事記』では「美夜受比売」の表記で尾張国造の祖、『尾張国風土記』逸文では「宮酢媛命」の表記で尾張連らの遠祖とする。『日本書紀』と『尾張国風土記』逸文には日本武尊（第12代景行天皇皇子）が娶るとある一方、『古事記』では許嫁とされながらも結婚までには至らずにいる。
上記3書は、いずれも宮簀媛命が尾張氏に関わりがあることを示しながらも神統上の系譜まで詳らかにしないが、『尾張国熱田太神宮縁記』は宮簀媛命を建稲種公（建稲種命（たけいなだねのみこと））の妹とする。同書（群書類従本）はこれをそのまま『先代旧事本紀』巻五『天孫本紀』の系譜に当てはめ、天火明命11世孫で尾張国造の乎止与命（おとよのみこと）を兄妹の父、尾張大印岐（おおいにき）の女の真敷刀俾命（ましきとべのみこと）を兄妹の母としている。
社名の「氷上姉子」に関しては、『尾張国熱田太神宮縁記』（熱田宮縁記）においてヤマトタケルがミヤズヒメを想って詠んだとする次の歌が知られる。
このように『熱田宮縁記』の時点（鎌倉時代初期頃）では「氷上姉子」はミヤズヒメと同一人物とされており、現在においても氷上姉子神社では祭神をミヤズヒメとし、当地の氷上山がミヤズヒメの館跡であるとしている。しかし『新修名古屋市史』では、この歌は本来8世紀頃に尾張南部に伝わっていた民謡であるとし、ヤマトタケル伝説とは無関係であったと指摘している。この「氷上姉子」の原義は必ずしも詳らかでないが、『新修名古屋市史』では氷上の女性神官を指した語としたうえで、これが神格化されて祭神に転化し、さらに尾張氏の手のもとでミヤズヒメと習合してヤマトタケル伝説に組み込まれたと推測している。
なお、『延喜式』神名帳では社名が「火上姉子神社」と見えており、社伝ではもと当地の地名は「火高火上（ほだかひかみ）」であったが、火災を忌んで現在の「大高氷上」に改めたとする。しかし上代特殊仮名遣において「火」は乙類に属するのに対して、「氷」は甲類、「比加彌阿禰古」の「比」も甲類に属することから、実際には元から「氷」で平安時代以降に「氷」と「火」の表記が混ざったと見られている。特にこの「氷上」を本来「日上」であると見て、氷上姉子神社の原始祭祀を日神信仰とする説もある。
祭神の別説としては、日本武尊の姉の両道入媛命に比定する説がある。また文明14年（1482年）の文書によれば、神仏習合期に本地仏は聖観音とされていた。

## 歴史

### 創建
熱田神宮の縁起である『尾張国熱田太神宮縁記』（鎌倉時代初期頃の成立）の伝承によれば、日本武尊は東征の途中で尾張国愛智郡氷上邑にある建稲種公の館に寄り、建稲種公の妹の宮酢媛（宮簀媛）を知って契りを結んだ。建稲種公は日本武尊の東征に従い、日本武尊とは別の道を行ったが帰途で亡くなったため、それを知った日本武尊は宮酢媛のもとへ急いで向かい、そこにしばらく留まった。その後、日本武尊は神剣を宮酢媛のもとに置いて大和へと出発したが、伊吹山で病にかかり、ついに伊勢国能褒野で亡くなった。宮酢媛はその後も神剣を守っていたが、年老いたため祠に祀ることとし、占地して社地を定め熱田社と名付けたという（熱田神宮の創祀）。また宮酢媛が亡くなった時には祠が建てられたが、これが尾張国愛智郡氷上邑にある氷上姉子天神であるという。氷上姉子神社の社伝ではより具体的に、仲哀天皇4年に宮酢媛の館跡（現在の元宮の地）に宮簀媛命の神霊を祀ったのが氷上姉子神社の創祀になるとし、その後持統天皇4年（690年）に東方の現社地に遷座したとする。
以上の伝承に対して、前述（「祭神」節）のようにミヤズヒメと氷上姉子との習合の経緯には慎重な見方がなされており、一説に実際の習合は8世紀以降とされる。また考古学的には、古代に氷上姉子神社の北方には年魚市潟（）の入江が広がったことが知られるが、この入江を囲む熱田台地・笠寺台地・南の台地にそれぞれ熱田社・知我麻社・氷上姉子社といった熱田神宮関係社が分布する特徴がある。古墳の分布によればこれら各地に在地首長の勢力があり、それらは立地的に海と関係する集団（海人族か）であったと見られる。しかし笠寺台地・南台地の勢力は衰退して熱田台地の勢力（尾張氏）の下に入ることから、それを機に首長の統治権・祭祀権が吸収されたとし、その時に知我麻社・氷上姉子社も熱田社の神統譜に組み込まれたとする説がある。この説の中で氷上姉子神社周辺に関しては、4世紀末に築造された兜山古墳（東海市名和町、直径40-50メートルの円墳：非現存）の後の首長墓が見られないため、5世紀初め頃に尾張氏の勢力下に入ったと推測される。

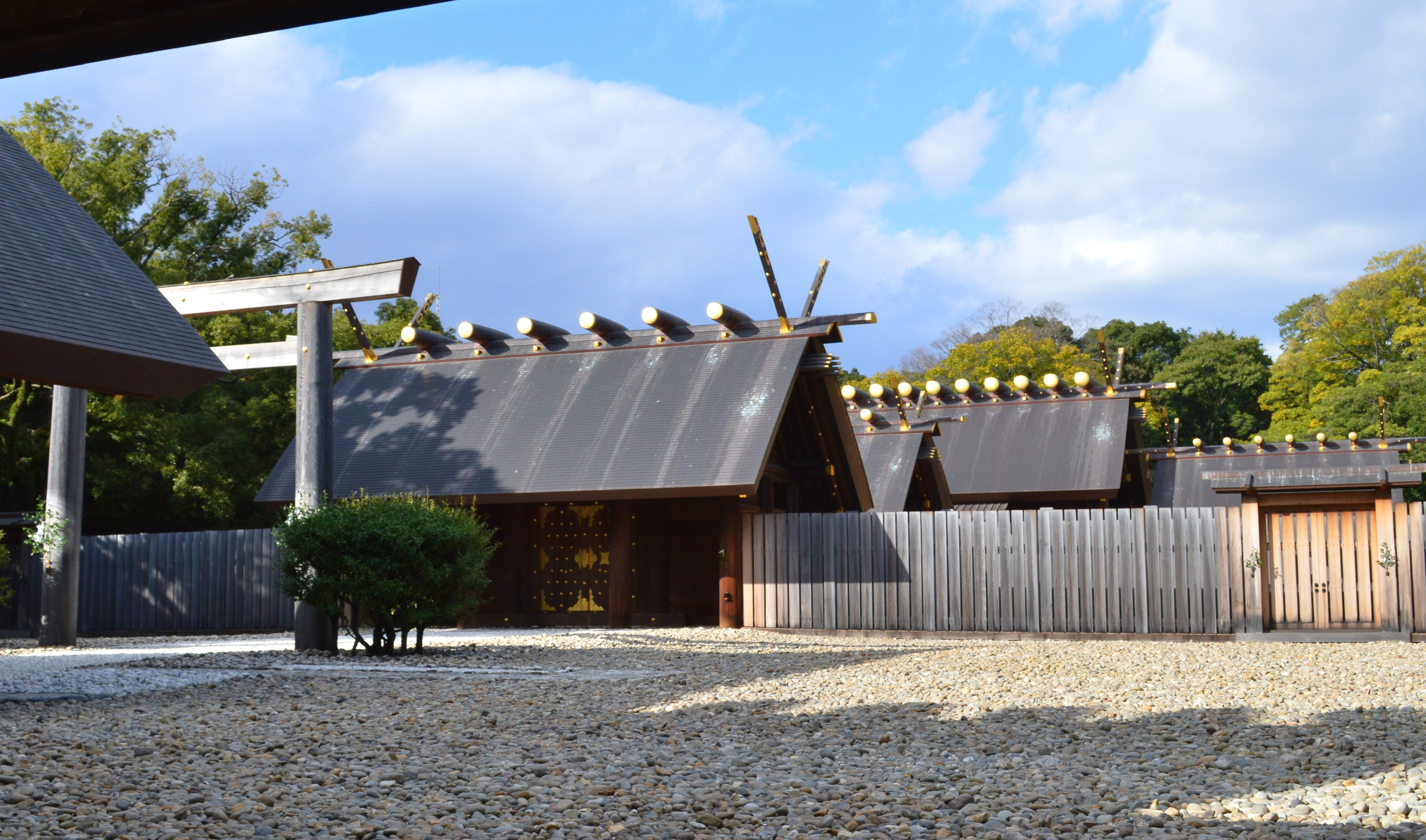
熱田神宮（名古屋市熱田区）
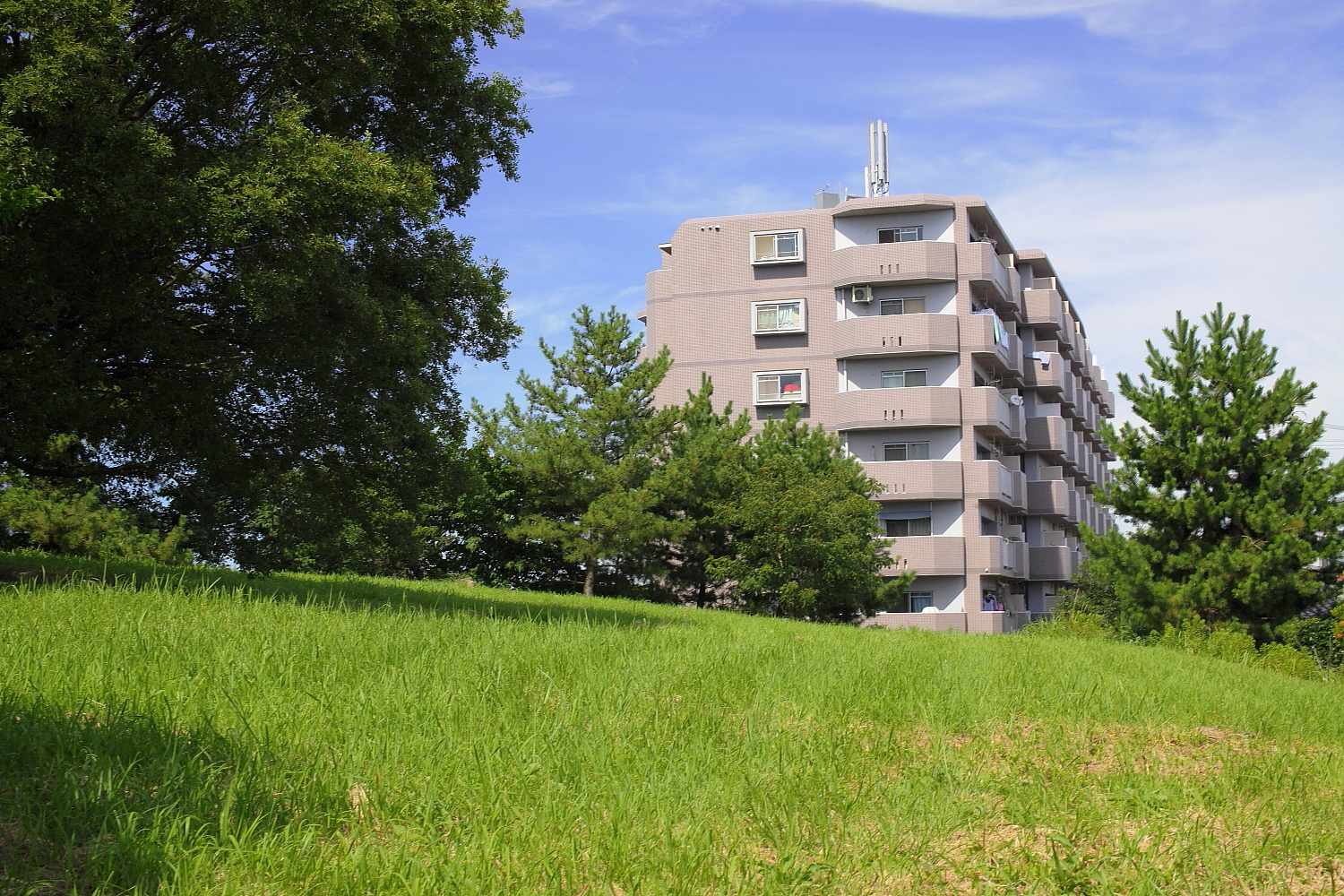
兜山古墳跡（東海市名和町）
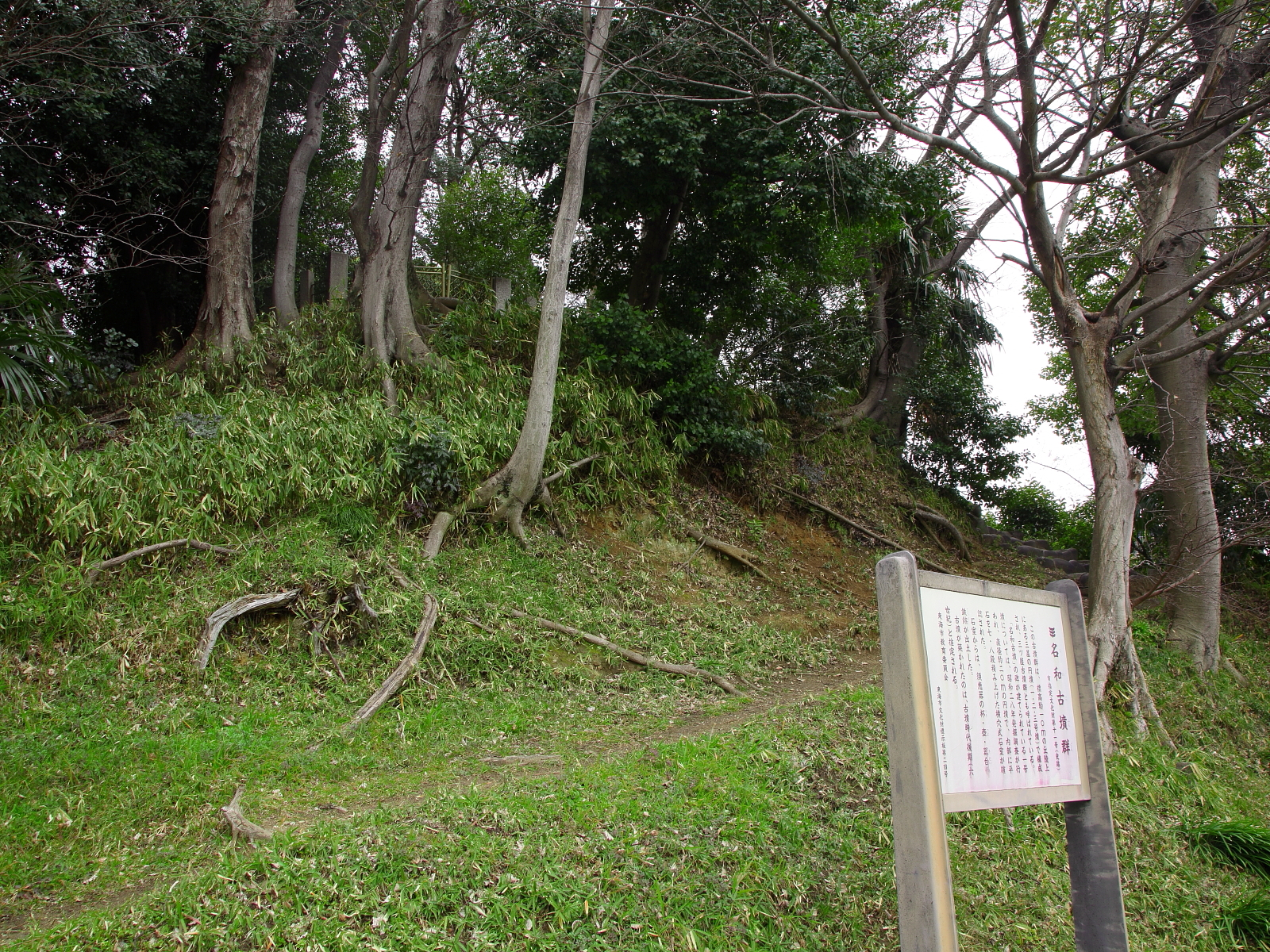
名和古墳群（東海市名和町）
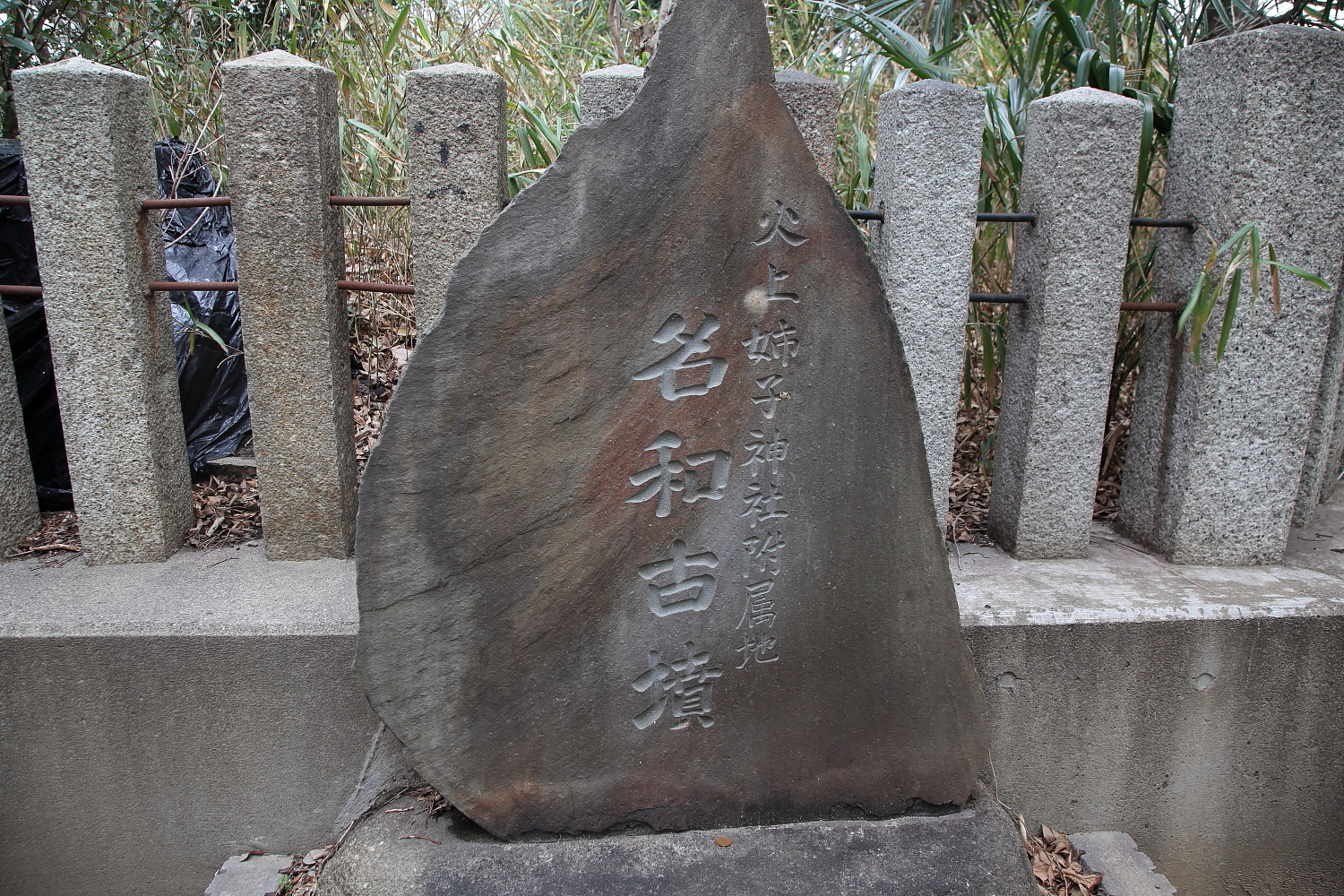
「火上姉子神社附属地　名和古墳」碑（東海市名和町）

### 概史
延長5年（927年）成立の『延喜式』神名帳では尾張国愛智郡に「火上姉子神社」と記載され、式内社に列している。「火上」の訓みは「ヒカミ」のほか「ホノカミ」とも振られる。また『尾張国内神名帳』では「氷上姉子天神」と記載されている。なお『和名抄』に記載される地名のうちでは、氷上姉子神社一帯は愛智郡成海郷に比定される。
『百錬抄』によれば、寛治7年（1093年）に尾張国の「火上社」の臥木が起き立ったことに関して朝廷で議定のことがあった。また伝承では、平治2年（1160年）に源義朝が知多郡に赴く途中で太刀1口を当社に献上したという。
社殿の造営に関して、史料では古く寛正2年（1461年）の造営のことが見える。文明14年（1482年）の文書によると、神仏習合時代には境内に神宮寺・阿弥陀堂などの仏教施設が建てられていた。そのほか永正6年（1509年）、天文12年（1543年）に修理のあったことが知られる。
江戸時代に入り、貞享3年（1686年）には江戸幕府による熱田神宮造営に合わせて当社にも修理のことがあった。『尾張名所図会』では当時の社殿の様子が描かれている。また『寛文覚書』では、この頃の社領に「氷上大明神」の社内地として4町2反9畝歩の記載がある。
明治維新後、明治5年（1872年）には近代社格制度において郷社に列したが、明治13年（1880年）に熱田神宮摂社に復した。社殿は明治21年（1888年）に火災で焼失したため、明治26年（1893年）に熱田神宮別宮の八剣宮社殿が移築・転用された。その後、昭和61年（1986年）に本殿の修理および渡殿・幣殿・拝殿・社務所の再建があって現在に至っている。

### 神階
- 従一位上[14]または従三位[18]または正四位下[19] （『尾張国内神名帳』） - 表記は「氷上姉子天神」。位階は写本により異同がある。

### 神職
氷上姉子神社の神職について、『熱田宮縁記』では海部氏とし、これを尾張氏同族とする。一方で系図によれば、日本武尊従者の来目長が神主となり以後は来目氏（久米氏）が担ったが、九世孫の時に海部氏から養子が入って海部直（海部氏）に改姓、のち長昌の代（鎌倉時代後期頃）で久米氏に復姓したとする。
正応5年（1292年）4月19日の社務定書写では、上記の長昌以下、社務・権家・別当・一老家・専祭家・公文家・供師家といった職掌が記載されている。

## 境内
現在の本殿は明治26年（1893年）に熱田神宮別宮の八剣宮社殿を移築したもので、昭和61年（1986年）に修理が加えられている。渡殿・幣殿・拝殿・社務所は昭和61年の再建。
境内周辺には熱田神宮の斎田（大高斎田）のほか、沓脱島跡・寝覚めの里といった神蹟がある。また、北方の愛知県道59号名古屋中環状線近くにはかつて一の鳥居（浜鳥居）があったが、現在は取り払われている。

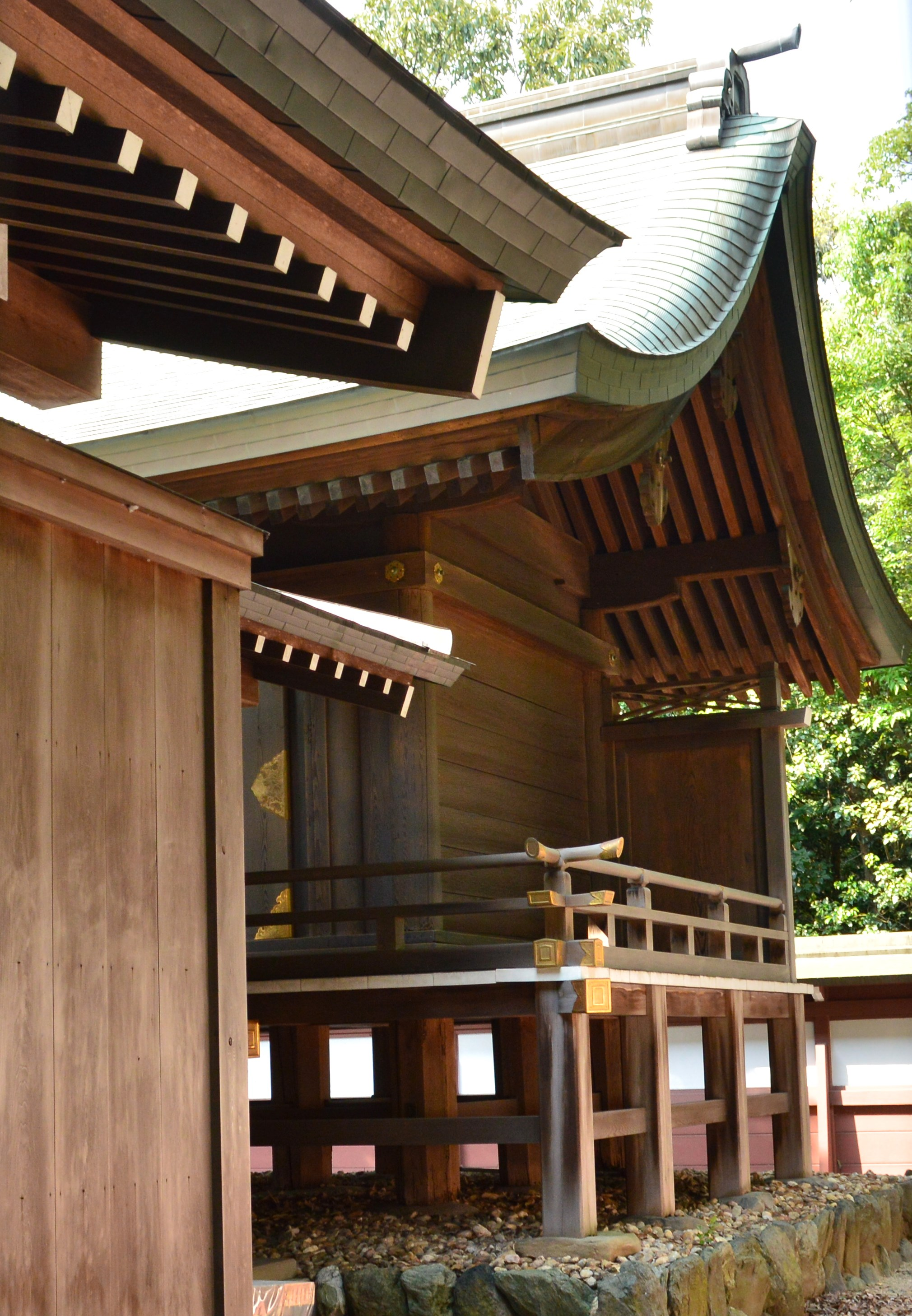
本殿
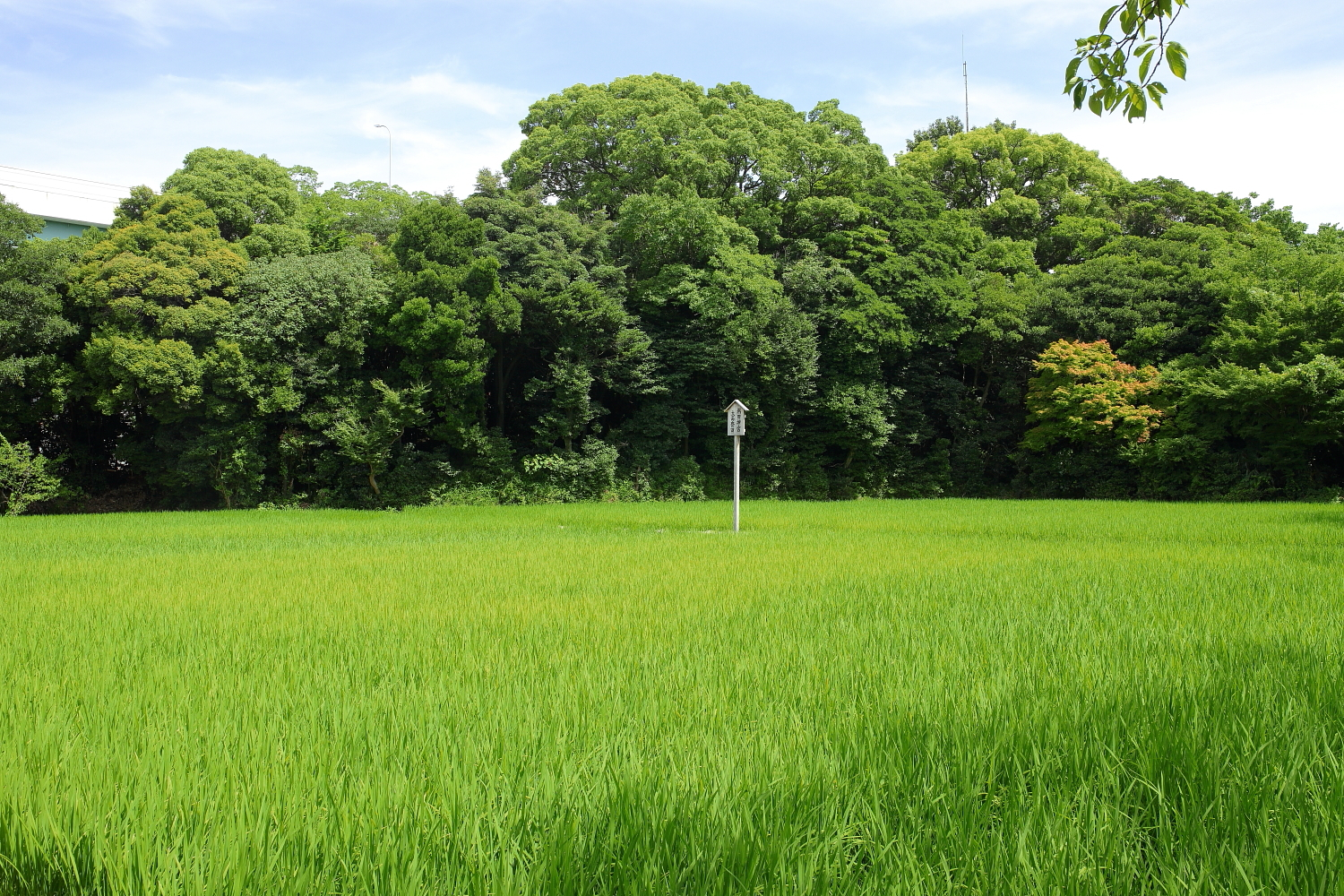
大高斎田
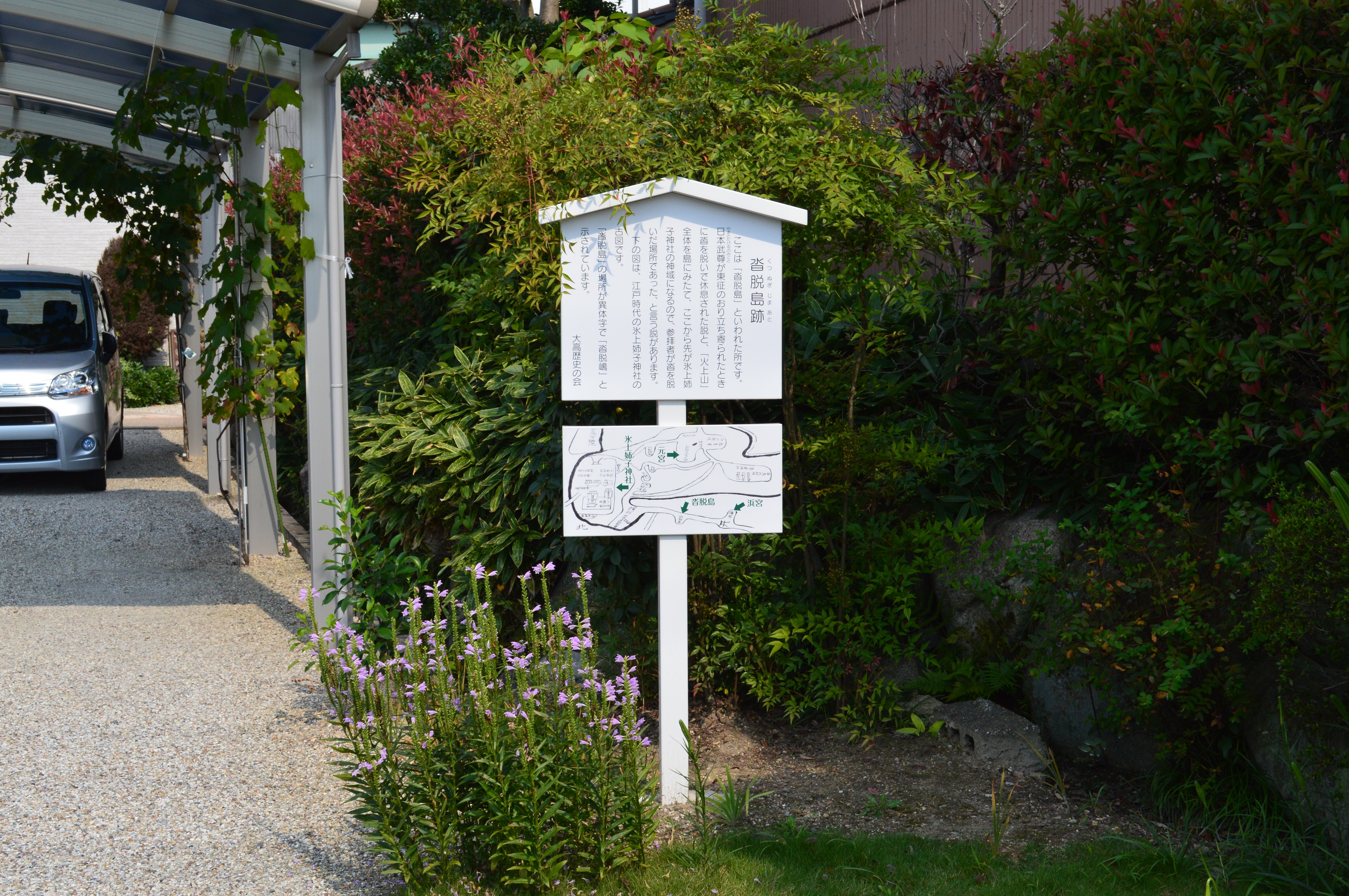
沓脱島跡

## 摂末社
現在は末社として次の4社がある。かつて近世頃には、他に八剣宮・濱社（浜宮）など10数社があったという。

### 境内末社
- 元宮
  - 祭神：宮簀媛命
  - 建稲種公・宮簀媛の館跡で、持統天皇4年まで氷上姉子神社の鎮座地であったとする[12]。
- 神明社
  - 祭神：天照大神
- 玉根社（たまねしゃ）
  - 祭神：少彦名命

### 境外末社
- 朝苧社（あさおしゃ）
  - 所在地：名古屋市緑区大高町東姥神（北緯35度3分47.80秒 東経136度55分56.40秒 / 北緯35.0632778度 東経136.9323333度）
  - 祭神：火上老婆霊（ひかみうばのみたま）
  - 氷上の地主神といわれる[12]。

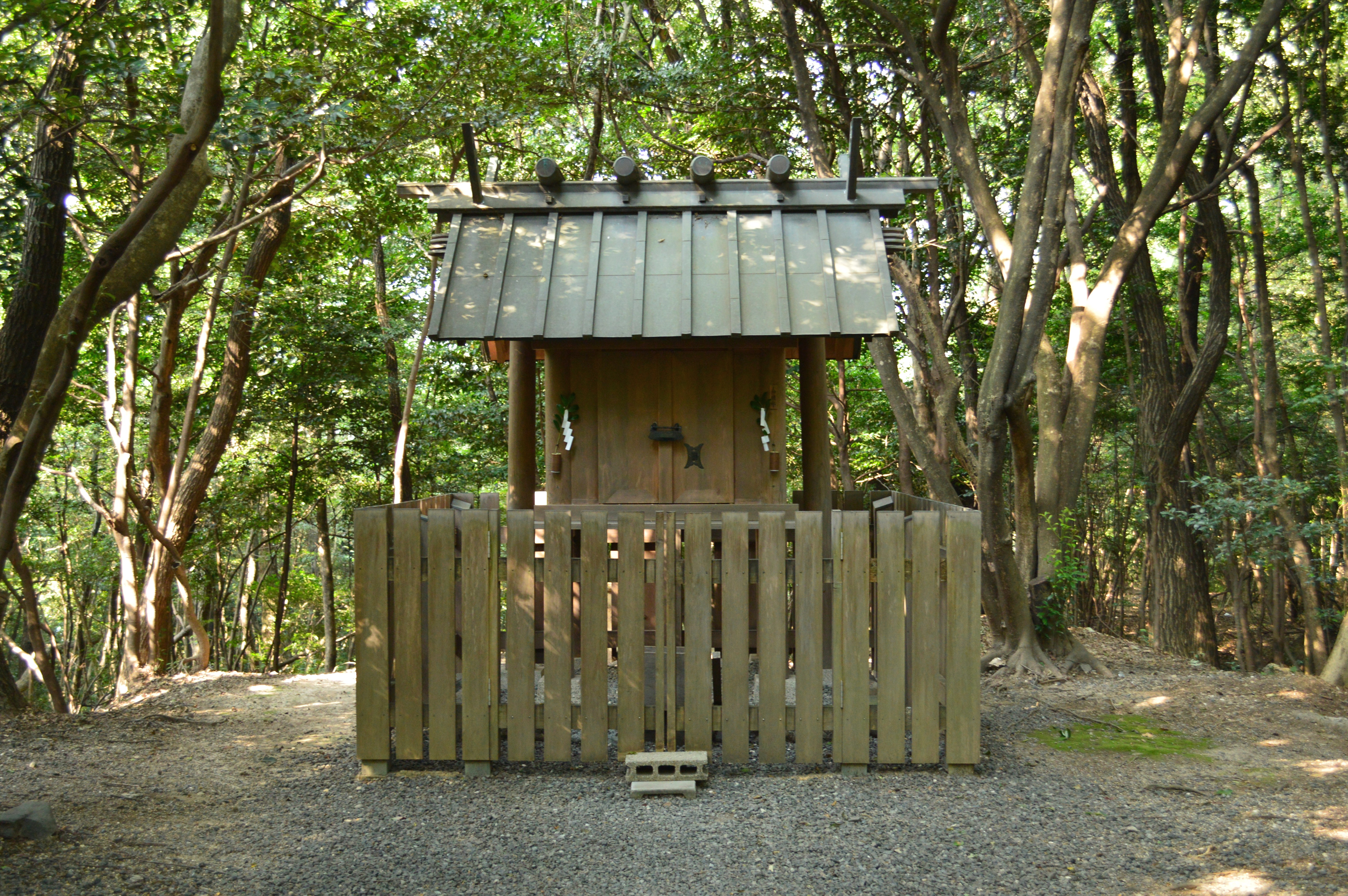
神明社
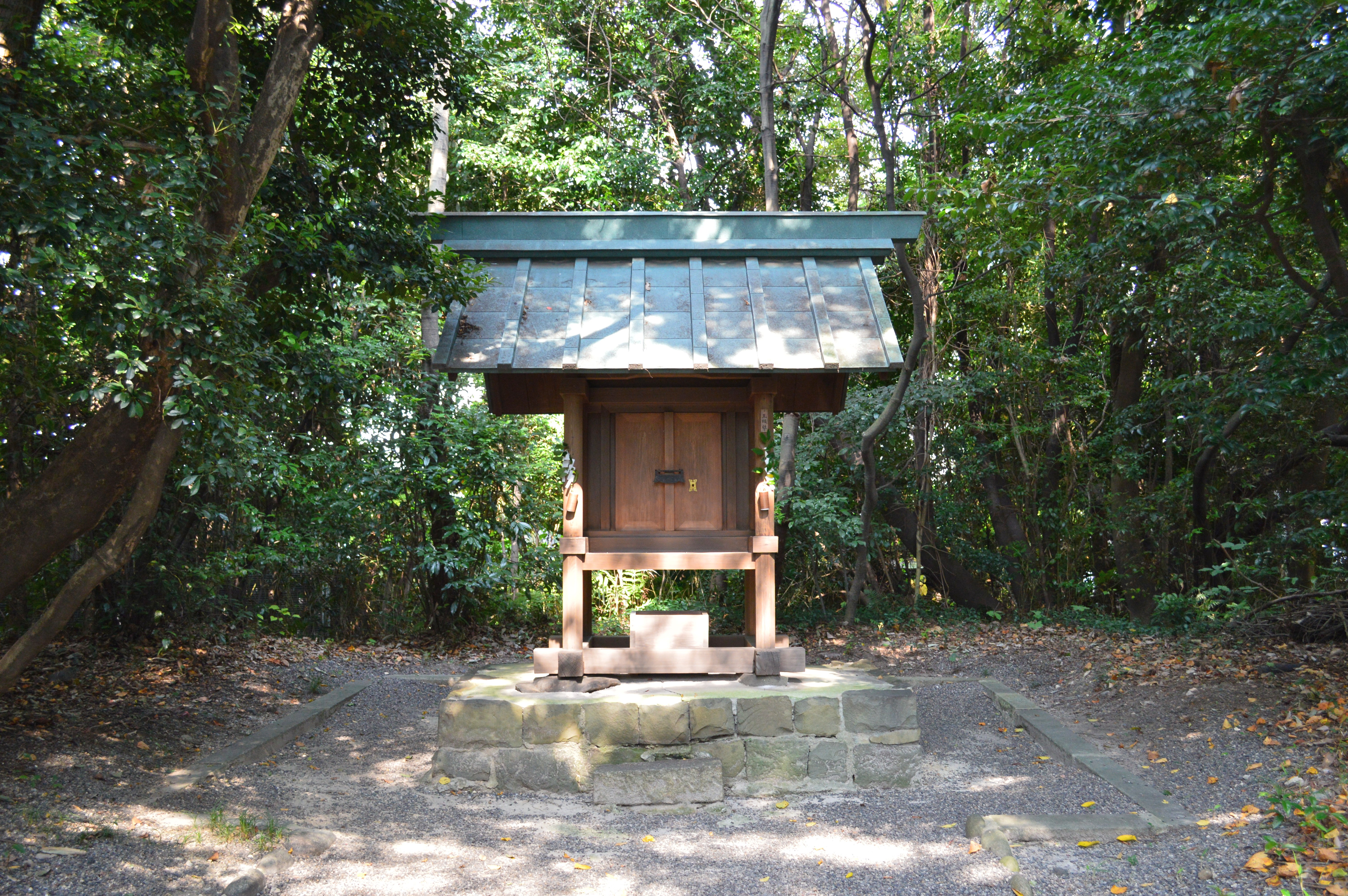
玉根社
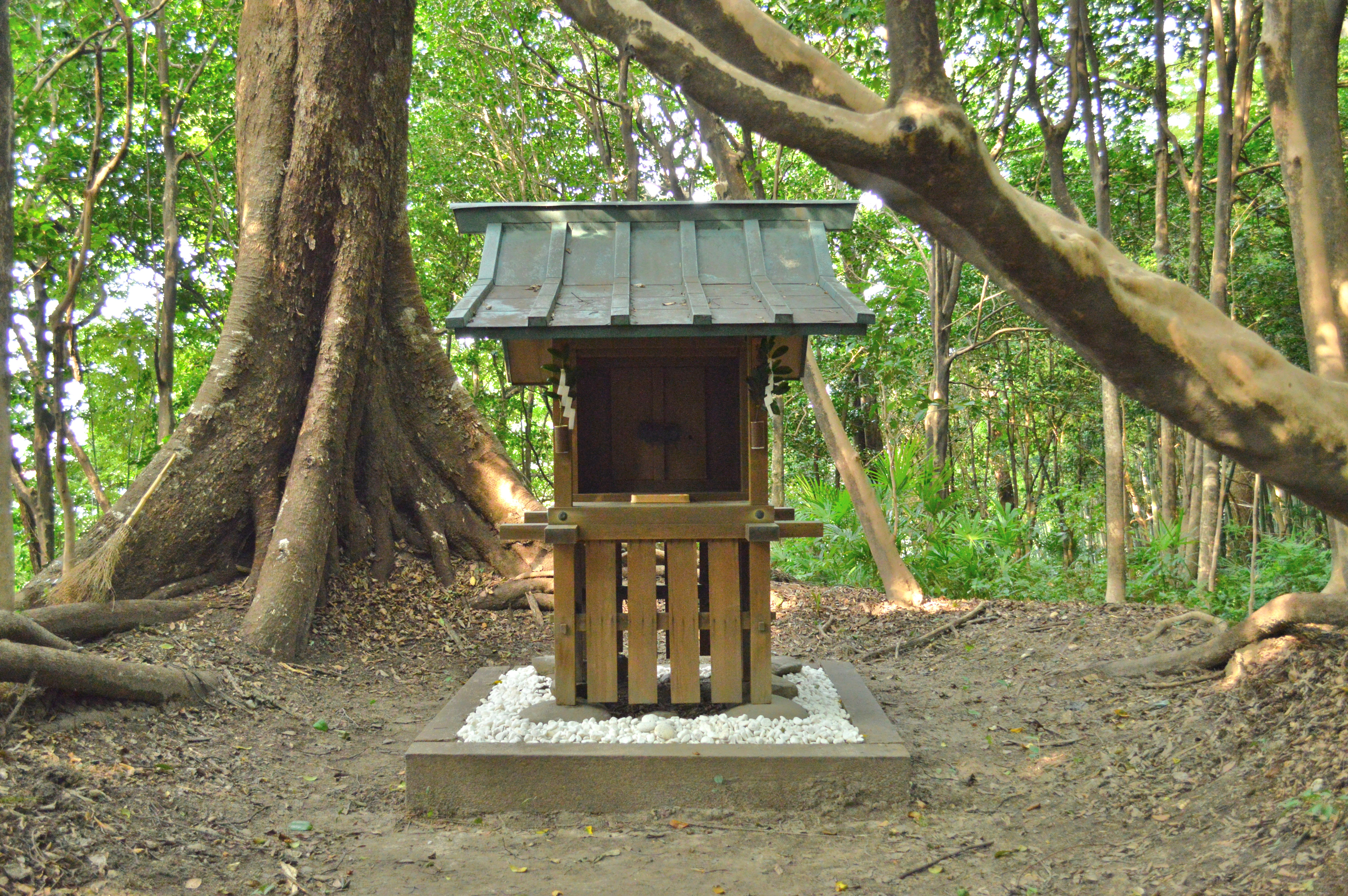
朝苧社
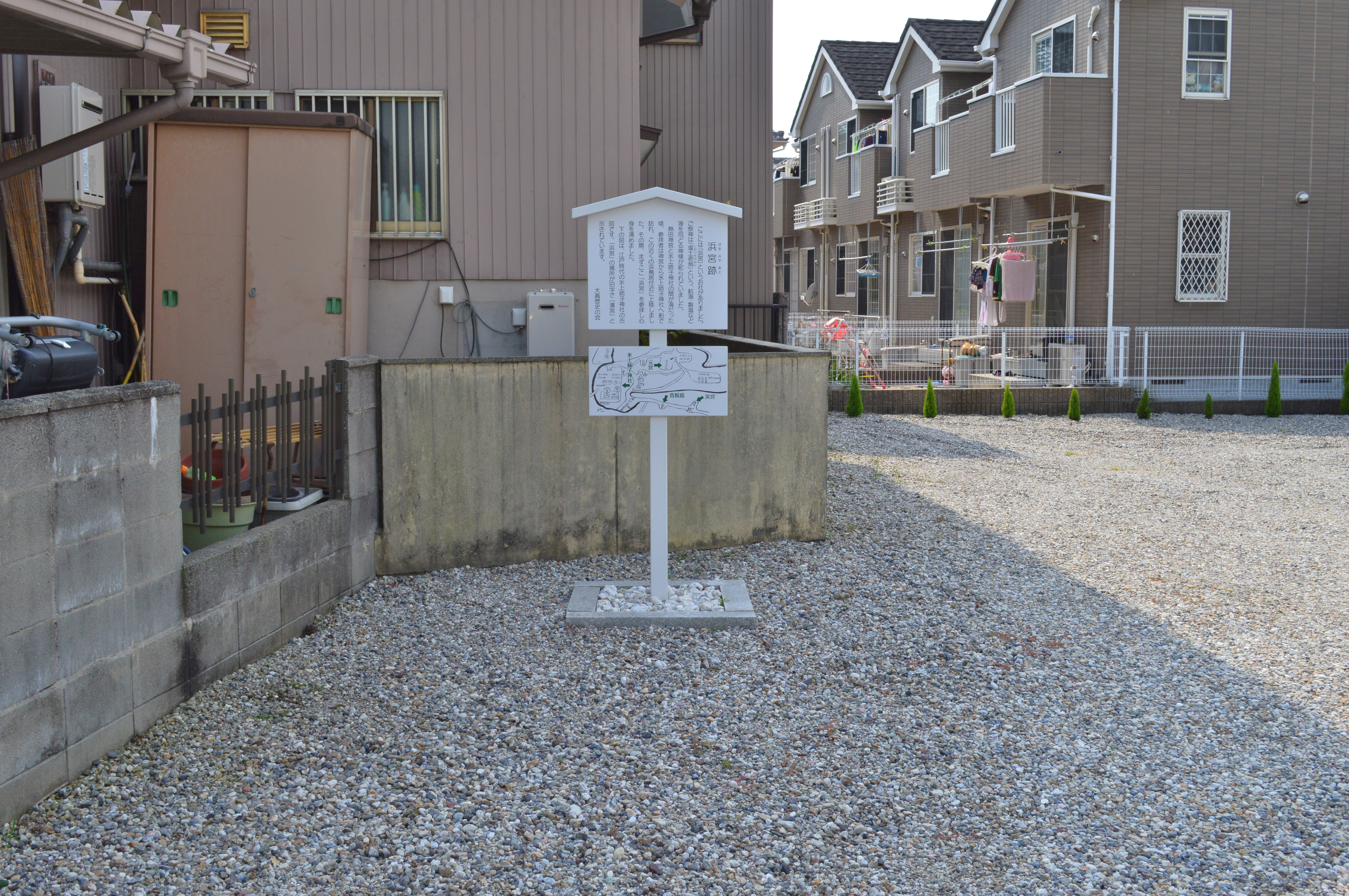
浜宮跡

## 祭事
- 太々神楽 （3月最終日曜）
  - かつて熱田神宮で奉納された神楽といわれ、江戸時代中期に始まったとされる[12][1]。
- 頭人祭 （5月6日）
  - 熱田神宮での神輿渡御神事の翌日、神宮から頭人が派遣されて氷上姉子神社を参拝する。熱田神宮と氷上姉子神社の密接な関係を示す神事になる[12][1]。
- 大高斎田御田植祭 （6月第4日曜）
- 大高斎田抜穂祭 （9月28日）
- 例祭 （10月第1日曜）
  - 「大高祭」とも。各地区から花車が出されて市内練り歩きが行われる[12][1]。

## 現地情報

### 所在地
- 愛知県名古屋市緑区大高町火上山1-3

### 交通アクセス
- JR東海道本線 大高駅より徒歩で約20分、距離は約1.5km。
- 名鉄常滑線 名和駅より徒歩で約25分、距離は約2km。

### 周辺
- 大高城